# Cauldron
Cauldron je slovenská herní vývojářská společnost zabývající se tvorbou počítačových her a her pro konzole. Studio vzniklo v roce 1996, kdy také vydalo svou první hru Quadrax. O rok později vyšel Spellcross, který byl vůbec první hrou vzniklou na území bývalého Československa, která se prodávala i v zahraničí. V současnosti má Cauldron 64 zaměstnanců rozdělených do dvou týmů. V roce 2001 Cauldron vyvinul Cloak Engine, který byl tehdy označen za nejlepší na trhu.
V roce 2008 byla založena sesterská firma Top3Line. Ta se soustředí na casual hry-

## Hry
- 1996 – Quadrax
- 1997 – Spellcross
- 2000 – Battle Isle: The Andosia War
- 2003 – Chaser
- 2004 – Conan
- 2005 – Knights of the Temple II
- 2005 – Gene troopers
- 2006 – The History Channel: Civil War – A Nation Divided
- 2007 – The History Channel: Battle for the Pacific
- 2007 – Soldier of Fortune:Payback
- 2008 – History Civil War: Secret Missions
- 2008 – Secret Service
- 2009 – Cabela's Big Game Hunter 2010
- 2009 – Jurassic: The Hunted
- 2010 – Cabela's Dangerous Hunts 2011
- 2011 – Cabela's Big Game Hunter 2012
- 2011 – Cabela's Adventure Camp
- 2012 – Cabela's Dangerous Hunts 2013
- 2014 – Cabela's Big Game Hunter PRO HUNTS

### Hry od Top3Line
- 2010 – Puzzle Expedition
- 2010 – Reload
- 2012 – Jessica’s Cupcake Café
- 2012 – Jessica's BowWow Bistro
- 2013 – ESPIONAG3: Berlin Files